# ماگدالنا پوپوافسکا
ماگدالنا پوپوافسکا (لهستانی: Magdalena Popławska؛ زادهٔ ۳ آوریل ۱۹۸۰) بازیگر اهل لهستان است.
از فیلم‌ها یا مجموعه‌های تلویزیونی که وی در آن‌ها نقش داشته است، می‌توان به دختری از پستو، بدون پنهان‌کاری، خون از خون، یخ‌ژاله، صفر، دستورالعمل زندگی، جاسوسان ورشو، تشخیص، ۳۹ و نیم، مرز، اوشیتسکا، قرارداد و دهن‌به‌دهن اشاره نمود.